# خواکین کالدرون
خواکین کالدرون (انگلیسی: Joaquín Calderón؛ زادهٔ ۱۰ اکتبر ۱۹۸۸) بازیکن فوتبال اهل اسپانیا است.
از باشگاه‌هایی که در آن بازی کرده‌است می‌توان به باشگاه فوتبال دپورتیوو آلاوس، باشگاه خیمناستیک تاراگونا، باشگاه فوتبال الچه، و باشگاه فوتبال کادیس اشاره کرد.
وی همچنین در تیم ملی فوتبال زیر ۱۹ سال اسپانیا بازی کرده‌است.